# シッパー
シッパー（英: Shipper）とは、荷送人、荷主の意。
シッパーは商品の発送に関わる当事者で、製品を製造し、直接取引を行う場合は売主、または商社を通す場合は商社となる。また、「荷送人」は運送契約の当事者であり、B/L面上に記載されている貨物の輸出者を指す。
シッパーとコンサイニーの違いは、シッパーは貨物を送り出す荷送人であり、コンサイニーは貨物を受け取る荷受人であるという点である。